# Lethata badiella
Lethata badiella es una especie de polilla del género Lethata, orden Lepidoptera.
Fue descrita científicamente por Amsel.